# Delias isocharis
Delias isocharis is een vlindersoort uit de familie van de Pieridae (witjes), onderfamilie Pierinae.
Delias isocharis werd in 1907 beschreven door Rothschild & Jordan.